# Movimento Nazionale Unito (Georgia)
Il Movimento Nazionale Unito (in georgiano: ერთიანი ნაციონალური მოძრაობა, Ertiani Natsionaluri Modzraoba - ENM) è un partito politico georgiano di orientamento conservatore ed europeista fondato nel 2001 da Mikheil Saak'ashvili, presidente della Georgia dal 2004 al 2007 e dal 2008 al 2013.
È il principale partito di opposizione alla formazione risultata vincitrice alle elezioni parlamentari del 2012, Sogno Georgiano, guidato dal presidente Giorgi Margvelashvili.

## Risultati elettorali
| Elezione          | Voti    | %     | Seggi     |
| ----------------- | ------- | ----- | --------- |
| Parlamentari 2003 |         | 18,1  | 32 / 150  |
| Parlamentari 2004 |         | 67,0  | 135 / 150 |
| Parlamentari 2008 |         | 59,2  | 119 / 150 |
| Parlamentari 2012 | 867.432 | 40,34 | 65 / 150  |
| Parlamentari 2016 | 477.053 | 27,11 | 27 / 150  |
| Parlamentari 2020 | 523,127 | 27,18 | 36 / 150  |

| Elezione           | Elezione | Candidato            | Voti      | %     | Esito                |
| ------------------ | -------- | -------------------- | --------- | ----- | -------------------- |
| Presidenziali 2004 | I turno  | Mikheil Saak'ashvili | 1.890.739 | 97,28 | ✔️ Eletta/o          |
| Presidenziali 2008 | I turno  | Mikheil Saak'ashvili | 1.060.042 | 54,73 | ✔️ Eletta/o          |
| Presidenziali 2013 | I turno  | Davit Bakradze       | 354.081   | 21,73 | ❌ Non eletta/o (2º) |
| Presidenziali 2018 | I turno  | Grigol Vashadze      | 601.224   | 37,74 | ❌ Non eletta/o (2º) |
| Presidenziali 2018 | II turno | Grigol Vashadze      | 780.680   | 40,48 | ❌ Non eletta/o (2º) |